# Škoda Slavia
La Škoda Slavia est une berline compacte produite par le constructeur automobile tchèque Škoda à partir de 2021 en Inde et destinée au marché local.

## Présentation
Son nom fait hommage aux premières bicyclettes produites en 1896 par Václav Laurin et Václav Klement, fondateurs de l'entreprise Laurin & Klement devenue Škoda Auto en 1925.
La Slavia a été présentée le 18 novembre 2021. Par rapport à la Rapid précédente, la Slavia est plus longue de 128 mm (5,0 pouces), plus large de 53 mm (2,1 pouces), plus haute de 20 mm (0,8 pouces) et son empattement est plus long de 98 mm (3,9 pouces). Elle est construite avec un niveau de localisation de 95 pour cent. Au lancement en Inde, la Slavia est proposée en trois versions : Active, Ambition et Style.

## Caractéristiques techniques
La Slavia repose sur la plateforme technique Volkswagen MQB-A0-IN. Elle est une très proche cousine de la Volkswagen Virtus.

### Motorisations
La Slavia est disponible avec deux motorisations essence turbocompressés : un trois cylindres TSI de 1.0 L et 115 PS (113 ch; 85 kW) associé à une boîte manuelle à 6 rapports, ou automatique à convertisseur de couple à 6 rapports en option, et un quatre cylindres TSI de 1.5 L et 150 PS (148 ch; 110 kW) avec la boîte manuelle ou une boîte à double embrayage à 7 rapports en option. Le moteur TSI de 1.5 L est également équipé de la technologie de désactivation des cylindres.
| Moteurs essence | Moteurs essence                        | Moteurs essence         | Moteurs essence | Moteurs essence                                              |
| Modèle          | Cylindrée                              | Puissance               | Couple          | Transmission                                                 |
| --------------- | -------------------------------------- | ----------------------- | --------------- | ------------------------------------------------------------ |
| 1.0 TSI         | Trois cylindres en ligne de 999 cm3    | 115 PS (85 kW; 113 ch)  | 175 N⋅m         | Manuelle à 6 vitesses ou automatique à 6 vitesses            |
| 1.5 TSI         | Quatre cylindres en ligne de 1 498 cm3 | 150 PS (110 kW; 148 ch) | 250 N⋅m         | Manuelle à 6 vitesses ou avec changement direct à 7 rapports |

## Finitions
- Active (India)
- Ambition (India)
- Style (India)
- RS (Bresil)
- MonteCarlo (Bresil)

## Concept car
Le nom « Škoda Slavia » a été utilisé en 2020 par une équipe de 31 étudiants de l'école professionnelle Skoda Akademie pour la réalisation d'un concept car de roadster basé sur la Scala.